# Bernard Attali
Bernard Attali (Algeri, 1º novembre 1943) è un dirigente d'azienda, scrittore e consigliere politico francese, dal 1988 al 1993 amministratore delegato (CEO) di Air France. È consulente senior di TPG Capital e Bank of America Merrill Lynch.

## Biografia
Bernard Attali è nato il 1º novembre 1943 ad Algeri, Algeria francese (oggi Algeria). Suo fratello gemello, Jacques Attali, è un economista e consigliere politico. Ha anche una sorella, Fabienne. I loro genitori erano ebrei. Il padre, Simon Attali, fu istruito come rabbino e fece fortuna ad Algeri nell'industria dei profumi e della gioielleria (marca “Bib et Bab”), sposandosi il 27 gennaio 1943 con Fernande Abécassis. La famiglia si trasferì nella Francia continentale, stabilendosi nel 16º arrondissement di Parigi nel 1956, due anni dopo l'inizio della guerra d'Algeria.
Attali ha preso lezioni di pianoforte dall'età di cinque anni. Si è laureato a Sciences Po nel 1966 e all'École nationale d'administration (ENA) nel 1968.

## Carriera
Attali divenne consigliere della Corte dei Conti nel 1974; è stato promosso al grado di maestro consigliere nel 1991. È stato direttore finanziario del Club Med dal 1980 al 1981, poi capo della "Délégation interministérielle à l'aménagement du territoire et à l'attractivité régionale" (DATAR) dal 1981 al 1984, quindi presidente del Groupe des Assurances Nationales (GAN) dal 1984 al 1986.
Attali è stato amministratore delegato di Air France dal 1988 al 1993. Ha supervisionato l'acquisizione di Union de Transports Aériens nel 1989 e Union de Transports Aériens nel 1992. Successivamente Attali ha lavorato per Arjil & Associés Banque, una banca d'investimento, dal 1993 al 1996. È stato amministratore delegato di Bankers Trust France, la filiale francese di Bankers Trust, dal 1996 al 1998. È stato il vicepresidente di Deutsche Bank Europe Investment Banking dal 1999 al 2000.  Nel 2007, Attali è entrato a far parte di TPG Capital come senior advisor. È anche consulente senior della Bank of America Merrill Lynch, e direttore di SFR.
Attali è autore di due libri di saggistica e di un romanzo, La mise en examen. Nel 2015, ha scritto un rapporto sul futuro dell'École Polytechnique per il governo francese. Bernard Attali ha insegnato all'IEP di Parigi, all'ENA e alla New York University.

## Riconoscimenti
Attali è diventato Ufficiale della Legion d'Onore nel luglio 1998.

## Opere
- Attali, Bernard, Les guerres du ciel: cinq ans aux commandes d'Air France, Parigi, Fayard, 1994 ISBN 9782213592497
- Attali, Bernard, La mise en examen, Parigi, Grasset, 2012 ISBN 9782246799894
- Attali, Bernard, Si nous voulions, Parigi, Flammarion, 2014 ISBN 9782081341784

## Vita privata
È sposato con Hélène Scebad ed è padre di Joyce Attali, attrice.